# 창원 금룡사 입능가경
창원 금룡사 입능가경(昌原 金龍寺 入楞伽經)은 대한민국 경상남도 창원시 금룡사에 있는 불경이다. 2015년 1월 15일 경상남도의 유형문화재 제572호로 지정되었다.

## 개요
『입능가경』은 불교의 성스러운 정통교의를 간직한 능가아발다라라는 대승경전이다.
이 경의 이름은 세존이 ‘능가에 건너가서 설한 가르침’이라는 뜻을 내표하고 있으며 실지로 청불품에서는 그러한 실정을 자세하게 이야기하고 있다.
본서는 명확한 간행 기록은 알 수 없지만, 조선 초기에 고려재조대장경을 50부 간행 시에 인출한 인쇄본으로 판단된다.

## 참고 문헌
- 창원 금룡사 입능가경 - 국가유산청 국가유산포털